# Cantón de Montastruc-la-Conseillère
El cantón de Montastruc-la-Conseillère era una división administrativa francesa que estaba situada en el departamento de Alto Garona y la región de Mediodía-Pirineos.

## Composición
El cantón estaba formado por trece comunas:
- Azas
- Bazus
- Bessières
- Buzet-sur-Tarn
- Garidech
- Gémil
- Lapeyrouse-Fossat
- Montastruc-la-Conseillère
- Montjoire
- Montpitol
- Paulhac
- Roquesérière
- Saint-Jean-Lherm

## Supresión del cantón de Montastruc-la-Conseillère
En aplicación del Decreto nº 2014-152 de 13 de febrero de 2014, el cantón de Montastruc-la-Conseillère fue suprimido el 22 de marzo de 2015 y sus 13 comunas pasaron a formar parte; once del nuevo cantón de Pechbonnieu y dos del nuevo cantón de Villemur-sur-Tarn.